# Talon (ator pornô)
Talon, também conhecido como Lex Baldwin, Keith Rivera e Talon Hard (nascido em 11 de novembro de 1969), é o nome artístico de um ator pornográfico norte-americano.

## Prêmios
- 1991 Grabby Award - Fresh Surprise of the Year (como Lex Baldwin)[2][3]
- 1995 Men in Video Awards (Probie) - Hottest Bottom (como Alex Baldwin)[4]
- 2015 AVN Hall of Fame[2]